# Alekszandra Vjacseszlavovna Truszova
Alekszandra Vjacseszlavovna Ignatova (oroszul: Александра Вячеславовна Игнатова; 2004. június 23.–) születési nevén Alexandra Vjacseszlavovna Truszova, olimpiai ezüst érmes orosz műkorcsolyázó. 2018-ban orosz junior bajnok, junior világbajnok és a 2017–2018-as ISU Junior Grand Prix Final győztese is.
Junior világrekorder, ő szerezte a legtöbb pontot rövid programban, szabadprogramban és összesítve is. 92,35-ös technikai pontszáma a szabadprogramban a valaha volt legmagasabb a junior és a felnőtt kategóriában is női egyéniben. Az első nő, aki sikeresen kivitelezett négyfordulatos toe loop-ot, flip-et, Andó Miki után a második nő, aki négyfordulatos salchowot tudott ugrani, és az első nő, aki versenyen két négyfordulatos ugrást teljesített.
13 évesen Truszova volt a legfiatalabb női junior világbajnok.
Ő volt az első nő, aki négy illetve öt négyfordulatos ugrást hajtott végre versenyen (4F, 4S, 4T, 4Lz+3T, és 4Lz), szintén az első nő, aki három- és négy különböző típusú ugrást kivitelezett versenyen, mindezeket a 2022-es téli olimpián.